# 메가역 (야마가타현)
메가역(일본어: 女鹿駅 めがえき[*])은 일본 야마가타현 아쿠미군 유자정에 위치한 동일본 여객철도 우에쓰 본선의 철도역이다. 상대식 승강장 2면 2선의 구조를 갖춘 지상역이다.

## 타는 곳
| 1 | ■ 우에쓰 본선 | 상행     | 사카타 · 쓰루오카 방면            |
| 1 | ■ 우에쓰 본선 | 하행     | 기사카타 · 우고혼조 · 아키타 방면 |
| 2 | ■ 우에쓰 본선 | (통과선) | (통과선)                          |

## 역 주변
- 국도 제7호선 · 국도 제345호선
- 미사키 공원

## 역사
- 1962년 10월 30일 : 일본국유철도의 메가 신호장으로서 아쿠미 군 유자 정에 신설.
- 1987년 4월 1일 : 일본국유철도 분할 민영화에 의해, 동일본 여객철도가 승계할 당시, 역으로 승격. 메가역으로 개업.
- 2010년 4월 1일 : 기사카타 역에서 우고혼조 역으로 관리역이 변경됨.

## 인접 역
| 동일본 여객철도 우에쓰 본선 | 동일본 여객철도 우에쓰 본선 | 동일본 여객철도 우에쓰 본선 |
| --------------------------- | --------------------------- | --------------------------- |
| 후쿠라 니쓰 방면            | ■ 우에쓰 본선               | 고사가와 아키타 방면        |